# Gazebo (simulator)
Gazebo és un simulador de robòtica 2D/3D de codi obert que va començar el desenvolupament l'any 2002. El 2017, el desenvolupament es va bifurcar en dues versions, conegudes com "Gazebo", l'arquitectura monolítica original, i "Ignition", que s'havia traslladat per convertir-se en una col·lecció modernitzada de biblioteques poc acoblades. Després d'un obstacle de marca registrada el 2022 pel que fa a l'ús del nom "Ignition", Open Robotics va aprofitar l'oportunitat per canviar els noms de les versions, batejant la forquilla original "Gazebo Classic" i la nova i moderna forquilla "Gazebo". Gazebo Classic va integrar el motor de física ODE, la representació OpenGL i el codi de suport per a la simulació del sensor i el control de l'actuador. El 2025, Gazebo Classic es va suspendre i es va substituir per la moderna forquilla "Gazebo".
El Gazebo Classic pot utilitzar diversos motors físics d'alt rendiment, com ara ODE, Bullet, etc. (el valor predeterminat és ODE). Proporciona una representació realista d'entorns, com ara il·luminació, ombres i textures d'alta qualitat. Pot modelar sensors que "veuen" l'entorn simulat, com ara telèmetres làser, càmeres (inclòs gran angular), sensors d'estil Kinect, etc. Per a la representació en 3D, Gazebo Classic utilitza el motor OGRE.

## Història del desenvolupament

Cronologia de les dates importants relacionades amb el desenvolupament del programari Gazebo

Gazebo va ser un component del Projecte del jugador des del 2002 fins al 2011. El 2011, Gazebo es va convertir en un projecte independent amb el suport de Willow Garage. El 2012, Open Source Robotics Foundation (OSRF) es va convertir en el administrador del projecte Gazebo. OSRF va canviar el seu nom a Open Robotics el 2018.
L'últim llançament important de Gazebo Classic va ser la versió 11, una versió de suport a llarg termini. L'última versió és l'11.15.1, publicada el 3 de desembre de 2024. Totes les versions publicades anteriorment de Gazebo també van rebre suport a llarg termini, i es van publicar actualitzacions menors per a Gazebo 9 i 10 juntament amb el llançament de Gazebo 11.0.0. Amb el llançament de Gazebo 11 el gener de 2020, Open Robotics va centrar-se en desenvolupar Ignition, una "col·lecció de biblioteques de programari de codi obert dissenyades per simplificar el desenvolupament d'aplicacions d'alt rendiment", amb un públic objectiu de desenvolupadors, dissenyadors i educadors de robots. La primera versió d'Ignition es va publicar el febrer de 2019. L'abril de 2022, després d'una disputa de marca registrada, la marca Ignition es va retirar i es va tornar a Gazebo. El lloc web de Gazebo fa referència al simulador de Gazebo autònom original com a Gazebo Classic per tal de desambiguar-lo de Gazebo. Open Robotics va esmentar la necessitat d'una modernització significativa en el codi de Gazebo, juntament amb l'oportunitat de passar d'una arquitectura monolítica a una col·lecció de biblioteques poc acoblades.
El 2022 es va anunciar que Gazebo Classic s'aturaria el gener de 2025. Es va suspendre tal com estava previst i es va substituir per la nova forquilla Gazebo.